# Podostemaceae
Podostemaceae is een botanische naam, voor een familie van tweezaadlobbige planten; in het verleden is wel de spelling Podostemonaceae gebruikt. Een familie onder deze naam wordt vrij algemeen erkend door systemen voor plantentaxonomie, en ook door het APG-systeem (1998) en het APG II-systeem (2003).
Het gaat het om een niet al te grote familie van hooguit enkele honderden soorten planten die op rotsige substraten in snelstromend water groeien, bijvoorbeeld bij watervallen en stroomversnellingen.
Het Cronquist-systeem (1981) plaatste deze familie in een eigen orde (Podostemales); daarentegen plaatste het Wettstein-systeem (1935) de familie in de orde Rosales.